# Rivaz
Rivaz är en ort och kommun i distriktet Lavaux-Oron i kantonen Vaud, Schweiz. Kommunen har 326 invånare (2023).
Rivaz ligger vid Genèvesjön och är till ytan landets minsta kommun.